# 2430 Брюс Гелін
2430 Брюс Гелін (2430 Bruce Helin) — астероїд головного поясу, відкритий 8 листопада 1977 року.
Тіссеранів параметр щодо Юпітера — 3,410.